# Sylvie Pabiot
 (mars 2025).
La mise en forme du texte ne suit pas les recommandations de Wikipédia : il faut le « wikifier ».
Les points d'amélioration suivants sont les cas les plus fréquents :
- Les titres sont pré-formatés par le logiciel. Ils ne sont ni en capitales, ni en gras.
- Le texte ne doit pas être écrit en capitales (les noms de famille non plus), ni en gras, ni en italique, ni en « petit »…
- Le gras n'est utilisé que pour surligner le titre de l'article dans l'introduction, une seule fois.
- L'italique est rarement utilisé : mots en langue étrangère, titres d'œuvres, noms de bateaux, etc.
- Les citations ne sont pas en italique mais en corps de texte normal. Elles sont entourées par des guillemets français : « et ».
- Les listes à puces sont à éviter, des paragraphes rédigés étant largement préférés. Les tableaux sont à réserver à la présentation de données structurées (résultats, etc.).
- Les appels de note de bas de page (petits chiffres en exposant, introduits par l'outil «  Source ») sont à placer entre la fin de phrase et le point final[comme ça].
- Les liens internes (vers d'autres articles de Wikipédia) sont à choisir avec parcimonie. Créez des liens vers des articles approfondissant le sujet. Les termes génériques sans rapport avec le sujet sont à éviter, ainsi que les répétitions de liens vers un même terme.
- Les liens externes sont à placer uniquement dans une section « Liens externes », à la fin de l'article. Ces liens sont à choisir avec parcimonie suivant les règles définies. Si un lien sert de source à l'article, son insertion dans le texte est à faire par les notes de bas de page.
- La présentation des références doit suivre les conventions bibliographiques. Il est recommandé d'utiliser les modèles {{Ouvrage}}, {{Chapitre}}, {{Article}}, {{Lien web}} et/ou {{Bibliographie}}. Le mode d'édition visuel peut mettre en forme automatiquement les références.
- Insérer une infobox (cadre d'informations à droite) n'est pas obligatoire pour parachever la mise en page.

Pour une aide détaillée, merci de consulter Aide:Wikification.
Si vous pensez que ces points ont été résolus, vous pouvez retirer ce bandeau et améliorer la mise en forme d'un autre article.
Sylvie Pabiot est une chorégraphe et danseuse française de danse contemporaine, reconnue pour son engagement artistique et sa réflexion sur le corps, la société et les rapports humains. Diplômée en philosophie et formée à la danse contemporaine, elle développe une approche sensible et poétique du mouvement, explorant des thématiques politiques et sociales.

## Parcours et formation
Après des études de philosophie à Clermont-Ferrand et une licence de danse à l'Université Paris 8, Sylvie Pabiot intègre la formation professionnelle du danseur dirigée par Mathilde Monnier au Centre chorégraphique national de Montpellier. Elle danse ensuite pour Maguy Marin pendant cinq ans, puis interprète La Fable à La Fontaine de Lia Rodrigues,. Parallèlement à son travail d’interprète, elle commence une recherche chorégraphique personnelle, créant une dizaine de courtes pièces avant de fonder sa propre compagnie.

## Fondation de la Compagnie Wejna
En 2004, elle fonde la Compagnie Wejna, nommée d'après son premier solo. Le mot « Wejna », issu de la langue des Yaghans de Patagonie, signifie « avoir du jeu, se déplacer aisément, errer, vagabonder, exister ».
Basée à Clermont-Ferrand, la compagnie a créé plus d'une vingtaine de pièces, de formats variés (du solo aux pièces de groupe), explorant des questions politiques et sociétales, souvent dans des espaces non dédiés. Son travail chorégraphique se caractérise par un minimalisme précis et une réflexion sur le corps dans l'espace social.

## Principales créations
Sylvie Pabiot a chorégraphié plus d'une vingtaine de pièces, solos, duos, pièces de groupe et performances participatives. Son travail chorégraphique est caractérisé par une grande variété de formats et d'approches.

### Un détroit(2005)
Un détroit est un triptyque de la compagnie. Le trio explore les liens et les séparations entre les êtres. La pièce met en scène une danseuse seule, puis un duo et enfin un trio sensuel.

### Objecte(2007)
Objecte, chorégraphie de Sylvie Pabiot, explore la fragmentation et la recomposition du corps dans un espace sensoriel immersif. À travers la danse, la lumière (Pierre Court) et la musique spatialisée (Manu Deligne), le spectacle déconstruit l’image du corps comme simple objet pour en révéler l’unité mouvante. Le spectateur, intégré sans être brusqué, est invité à réinterpréter le réel dans un jeu d’apparitions et de disparitions. Entre perte et renaissance, Objecte redéfinit le corps humain comme un espace de lumière et de transformation.

### Rézo(2008)
Ce spectacle explore les connexions humaines et les réseaux sociaux. Rézo interroge la notion du regard dans le spectacle vivant. La pièce explore l'intensité des relations entre cinq interprètes à travers leurs regards et leurs interactions physiques.
La pièce est décrite comme un ensemble de « trajectoires individuelles libres » où la communication est « éphémère, aléatoire » mais aussi « vivante et organique ». Le travail sur le regard, très présent dans la pièce, passe par du travail en aveugle, des explorations des différentes qualités du regard, et l'intégration du regard à d'autres composantes du mouvement, comme le bassin. Le travail sur le regard est envisagé en lien avec la personne humaine et sa dimension politique, le danseur étant considéré comme un citoyen exprimant son point de vue à travers son regard.

### Rumeurs(2009)
Rumeurs, de Sylvie Pabiot, est une expérience sensorielle immersive où obscurité et silence placent le spectateur en éveil. Inspiré de Daniel Keene et teinté de l’esthétique de David Lynch, le spectacle déconstruit la relation entre danse, texte et son, où la parole devient un matériau sonore et l’éclairage un révélateur d’instant fugace. Minimaliste et radical, Rumeurs réduit la danse à son essence : le corps seul, interrogeant perception et présence dans un espace poétique.

### À titre provisoire(2012)
À titre provisoire explore les dynamiques sociales contemporaines à travers le mouvement de quatre danseurs. La pièce questionne les relations humaines, les rencontres, les ruptures et les violences du quotidien.

### Ni perdue, ni retrouvée(2013)
Ni perdue, ni retrouvée met en scène les retrouvailles d'une mère et de sa fille après des années de séparation. La chorégraphie, sobre et dépouillée, explore les émotions complexes de cette situation.

### Mes autres(2015)
Ce solo est à la frontière de la danse, de la performance et de l'installation plastique, explorant la multiplicité de l'être. Dans Mes autres, Sylvie Pabiot procède à une exposition d’elle-même en soliste, se mettant en scène dans une série de tableaux à dimension picturale. C'est une exploration de l'identité à travers l'autoportrait. L'ambiance lumineuse et sonore amène à la méditation sur la présence du corps.
La critique d'Agnès Izrine analyse Mes Autres comme une exploration des « autres » qui habitent Sylvie Pabiot, de son propre corps à ses fantasmagories intérieures.

### Traversée(2017)
Traversée explore la notion de traversée, à la fois ancestrale et toujours d'actualité, elle répond à une nécessité fondamentale : assurer sa survie. La pièce met en scène l'interdépendance et la solidarité à travers des mouvements organiques de cinq danseurs.

### Standing up(2018)
Standing up est une pièce questionnant la notion de résistance et la capacité à se relever face aux épreuves. Le travail chorégraphique minimaliste utilise des jeux de lumière pour créer des figures sculpturales et une atmosphère étrange, explorant les notions d'évolution biologique et de corps politique. La nudité pudique est utilisée pour explorer la relation du corps à la lumière. La pièce trouble les perceptions et brouille les limites des corps par la manipulation des lumières.

### Le Voyage de Roméo(2020):
Solo écrit pour et avec Roméo Bron Bi, danseur ivoirien, racontant son parcours migratoire et l’évolution de sa danse, porteuse d’espoir. Après la guerre en Côte d'Ivoire, il quitte son pays en 2002 et traverse de nombreux pays avant d'arriver en France. La danse lui permet de survivre et de se frayer un chemin. Il raconte son histoire, son enfance et ses premières improvisations.

### Entre nos mains(2021)
Entre nos mains est une performance participative autour des gestes du quotidien, transformés en une danse sensible et poétique, invitant le public à partager une expérience collective dans des lieux non destinés à la danse,,.
La pièce explore la fois ce qui singularise et ce qui relie les individus à travers leurs gestes. La danseuse propose une chorégraphie de gestes ordinaires et invite les spectateurs à improviser leurs propres gestes, créant ainsi une danse chorale. L'objectif est de montrer que le geste quotidien peut être une danse accessible à tous, de partager un acte collectif et de modifier notre perception de la vie ordinaire.

### De loin en loin(2022)
Pièce pour quatre danseurs et téléphones portables, interrogeant l’effritement des liens sociaux et la notion de distance et de proximité dans les relations contemporaines.

## Approche artistique
Sylvie Pabiot conçoit la danse comme un acte citoyen, un engagement social, quotidien et vital. Elle explore la place du corps dans le mouvement de nos sociétés et de nos idées, créant une « cartographie des rapports humains ». Son travail se caractérise par une recherche constante de nouveaux territoires, de liens et de résonances. Elle privilégie la simplicité et la précision au service d'un corps présent, conscient et engagé. Elle utilise la lumière comme matériau chorégraphique à part entière, la manipulant pour sculpter les corps, créer des atmosphères et interroger les perceptions,. Elle s’intéresse également à la dimension participative et à l’implication du public dans le processus de création, notamment avec Entre nos mains .